# Holly Holliday
Pour les articles homonymes, voir Holliday.
 (novembre 2011).
Si vous disposez d'ouvrages ou d'articles de référence ou si vous connaissez des sites web de qualité traitant du thème abordé ici, merci de compléter l'article en donnant les références utiles à sa vérifiabilité et en les liant à la section « Notes et références ».
Holly Holliday est un personnage récurrent de la série télévisée américaine Glee.

## Rôle
Le personnage est interprété par l'actrice Gwyneth Paltrow ; il apparaît dans trois épisodes de la deuxième saison et dans deux épisodes de la cinquième.
Le rôle de Holly a été développé par le créateur Ryan Murphy, un ami personnel de Gwyneth Paltrow, qui lui a suggéré de présenter ses talents de chanteuse et danseuse avant la sortie de son film Country Strong, dans lequel elle joue une chanteuse de country.
Son apparition dans la série a valu à Gwyneth Paltrow des critiques positives et un Emmy Award en 2011 (Outstanding Guest Actress in a Comedy Series). Elle a interprété plusieurs morceaux lors de ses apparitions, notamment le très remarqué Forget You de Cee Lo Green, si bien qu'elle a plus tard accompagné Green lors de la 53e cérémonie des Grammy Awards. Gwyneth a également fait une apparition dans le film-concert Glee, le concert 3D, après avoir participé au spectacle Glee Live! In Concert! (en) les 16 et 17 juin 2011 à l'Izod Center d'East Rutherford (New Jersey) où elle a chanté à nouveau Forget You. Elle a également joué au concert de Londres le 29 juin 2011.

## Biographie fictive
Holly Holiday apparaît pour la première apparition dans la saison 2 de Glee dans l'épisode Chantons sous la pluie. Après l'avoir vu chanter en classe d'espagnol, Kurt Hummel lui demande de remplacer Will Schuester alors malade. Holly demande aux élèves quel genre de musique ils aimeraient jouer, car elle remarque que le style d'enseignement de Will est très rigide et ne leur permet pas de jouer de musique récente. Grâce à son interprétation de Forget You, elle gagne la confiance de tous les élèves, excepté Rachel Berry qu'elle arrive finalement à convaincre en chantant un duo issu de Chicago.
Holly tisse rapidement des liens avec Sue Sylvester qui est temporairement la principale du lycée. Cette dernière permet à Holly de diriger le Glee Club et renvoie Will. Après une confrontation avec lui à l'école, Holly se tourne vers Will pour lui demander de l'aide. Elle lui apprend alors qu'elle fut un professeur plus rigide, tout comme Will, jusqu'à ce qu'une étudiante la frappe au visage. Finalement, Holly décide de rester professeur remplaçant et Will retrouve son emploi, mais il demande son aide pour moderniser Singin' in the rain qu'elle mixe avec la chanson Umbrella de Rihanna.
Holly revient plus tard à McKinley en tant que professeur d'éducation sexuelle dans l'épisode Sexy. C'est l'occasion pour elle de porter l'attention de Will sur le fait que les élèves du Glee Club sont assez ignorants en ce qui concernent la question du sexe. Il l'invite alors au Glee Club afin de leur enseigner la sexualité sans risque, où elle effectue une interprétation de Joan Jett Do You Wanna Touch Me (Oh Yeah), au grand dam du club d'abstinence dirigé par Emma Pillsbury. Lors d'un numéro avec Will, ils partagent un baiser fougueux.
Elle conseille Noah Puckerman et Lauren Zizes sur la légalité de leur sextape planifiée, et aide Brittany S.Pierce et Santana Lopez de se réconcilier avec leurs orientations sexuelles et leurs sentiments. C'est l'occasion pour elle de révéler avoir été attirée par une femme durant sa scolarité. Carl Howell vient voir Holly pour parler de sa vie sexuelle avec Emma, lors de laquelle Emma révèle qu'elle et Carl n'ont pas encore eu de rapports sexuels parce qu'elle est encore amoureuse de Will. À la fin de l'épisode, Holly entame une relation avec Will.
Holly fait sa dernière apparition dans la saison deux dans l'épisode La ligue des Bourreaux. Elle suggère que, afin de recueillir des fonds pour l'équipe de décathlon académique (qui est composée des membres du Glee Club Artie Abrams, Brittany, Mike Chang et Tina Cohen-Chang), ils devraient organiser un concert de charité à l'école, avec des chansons uniquement interprétées par des artistes négligés. À la fin de l'épisode, après s'être rendue compte que Will est toujours amoureux d'Emma, Holly rompt avec lui, et déménage dans une autre ville pour enseigner le français.

## Interprétations

### Saison 2
- Conjunction Junction (Schoolhouse Rock!)
- Forget You (Cee Lo Green)  - Avec Artie Abrams, Mercedes Jones, Santana Lopez et les New Directions
- Nowadays / Hot Honey Rag (Chicago)  - Avec Rachel Berry
- Singin' in the Rain / Umbrella (Gene Kelly / Rihanna) - Avec Will Schuester et les New Directions
- Do You Wanna Touch Me (Oh Yeah) (Joan Jett) - Avec les New Directions
- Kiss (Prince) - Avec Will Schuester
- Landslide (Fleetwood Mac) - Avec Santana Lopez et Brittany Pierce
- Turning Tables (Adele)